# Anne-Marie Cronström
Anne-Marie Cronström, född Nelin 24 mars 1922 i Vasa i Finland, död 28 september 1994 i Estoniakatastrofen, var en finlandssvensk dialektforskare och forskningsarkivarie, främst inom estlandssvenska dialekter.

## Biografi
Cronström föddes i Vasa år 1922. Hennes föräldrar var bankkamrer Alfred ”Allus” Nelin (1899–1974) och Elin Nelin, född Petander (1890–1991). Hon gick på Vasa svenska samskola fram till 1941 då hon började läsa nordisk filologi, etnologi och svensk litteratur vid Helsingfors universitet. Därefter började hon vid Uppsala universitet i Sverige där hon 1953 blev filosofie kandidat i nordisk språkvetenskap och komparativ etnologi.

### Dialektarkivarie
1945 började hon arbeta vid dåvarande Dialekt- och folkminnesarkivet i Uppsala (ULMA) vid den estlandssvenska avdelningen där hon kom att arbeta fram till sin död med institutets estlandssvenska ordbok och kom därigenom att besitta specialkunskaper i estlandssvenska dialekter. Hon arbetade också från och med 1954 i nästan 40 år som excerpist för Ordbok över Sveriges dialekter. Hon pensionerade sig 1988 men fortsatte att arbeta med den estlandssvenska ordboken efter detta.
Midsommaren 1946 gifte hon sig med landsmannen Nils-Gustav Cronström (1921–2006) som hon hade arbetat tillsammans med vid ULMA, men som hon var bekant med redan under studietiden i Helsingfors.

### Konstsamlande
Cronström delade med föräldrarna Alfred och Elin ett stort konstintresse. Föräldrarnas konstsamling bestod av 150 verk, och hennes egen samling av omkring 70 verk. Vid hennes död 1994 saknade paret Nelin-Cronström arvingar, och maken Nils-Gustav kom således att donera parets egendom till Vasa stad och Stiftelsen för Åbo Akademi och Anne-Maries föräldrahem på Strandgatan i Vasa blev Nelin-Cronströms konsthem år 1997. Konsthemmet stängde vintern 2017–2018 och konstverken överfördes till Österbottens museums samlingar. Efter hennes död bildades även en minnesfond, Anne-Marie Cronströms minnesfond, för forskarstuderande på doktorandnivå vid Åbo Akademi och för forskning inom estlandssvenska och österbottniska dialekter.

### Estonia
Cronström reste för första gången till Estland först 1990, trots att hon arbetat ett helt liv med estlandssvenska dialekter. Hon avled i Estoniakatastrofen den i september 1994 i samband med sitt tredje Estlandsbesök. Med ombord från ULMA fanns även etnologen Wolter Ehn och dialektologen Margareta Källskog. De var på väg tillbaka till Uppsala från Tallinn där de hade besökt några estländska forskare från ULMA:s systerinstitutioner.